# Володимир Моторни
Володимир Андријович Моторни (укр. Володимир Андрійович Моторний; Харков, 4. јун 1929 — Лавов, 5. јун 2015) био је совјетски, украјински слависта. Доктор филолошких наука, професор Лавовског универзитета.

## Биографија
Володимир Моторни потицао је од слободско-черкашких козака. Године 1937. почео је школовање у родном Харкову. Током Другог светског рата заједно с мајком и сестром живео је у Казахстану. Године 1944. заједно с породицом вратио се у Харков. Године 1945. преселио се у Лавов, где је завршио средњу школу. Године 1947. уписао је Лавовски универзитет, где на одсеку за славистику студирао чешки језик и књижевност. Дипломирао је 1952. године, након чега је неко време радио као лаборант на катедри за историју западних и јужних Словена. Од 1954. године студирао је на постдипломским студијама. Његов учитељ је био научник И. Свенцицки. Године 1967. одбранио је кандидатску дисертацију на тему „Стваралштво Т. Сватоплука”. 1970-х година радио је у амбасади Совјетског Савеза у Чехословачкој. Био је секретар Лавовског одељења Друштва пријатељства са Чехословачком. Године 1991. добио је звање професора.
Научни интереси: историја чешке књижевности 19. и 20. века, бугарска књижевност 20. века, пољска и лужичкосрпска књижевност, украјинско-словенске књижевне везе. Аутор је преко 400 научних радова, укључујући монографије, уџбенике, чланке. Био је члан редакцијског одбора збирака „Проблеми слов’янознавства”, „Питання сорабістики” и Studia Slovakistica. Објављивао радови на украјинском, руском, белоруском, лужичкосрпском, чешком, немачком, пољском и бугарском језику. Заједно са К. Трофимовичем је написао радови: „Нариси серболужицької літератури” и „Серболужицкая литература. История. Современность. Взаимосвязи”. Добио је књижевне награде — Незвала и Нојмана (Чешка) и „Домовине” (Немачка).